# Hásæti
Hásæti también ǫndvegi (del nórdico antiguo: alto sitial), era el «asiento de honor» de un caudillo vikingo que se sobreponía al resto, alzado en una especie de bancada larga encarada hacia el sur y que ocupaba la plaza central de su hacienda, en el salón principal (veizlustofur). Opuesto se encontraba el sitial de honor para los invitados, en un nivel inmediato inferior, donde se sentaban amigos o invitados de noble cuna, (óœðra ǫndvegi, o «sitial bajo»). Las diferentes rangos de importancia se manifestaba según el lugar que ocupaban los invitados, los de mayor rango se sentaban cerca del caudillo, y los de menor rango más cerca de la puerta. A los flancos del asiento se fijaban los postes sagrados que soportaban el asiento elevado, llamados öndvegissúlur, que estaban decorados con motivos paganos y asegurados con unas clavijas metálicas, reginnaglar («clavijas sagradas»). 
De hecho no era ni una silla, ni un trono, más bien un lugar en una especie de plataforma elevada y todavía no se ha aclarado que importancia concreta tuvo, pero es indudable que el «asiento de honor» era relevante. Las sagas nórdicas están llenas de referencias e incluso en la colonización de Islandia, los postes sagrados del hásæti tuvieron un papel determinante para decidir donde se podía fundar un asentamiento, lanzándolos antes de llegar los colonos a tierra y dejando a la deriva los mismos hasta que llegasen a la costa, donde se construirían las haciendas, como una respuesta de la voluntad de los dioses.

## Gylfaginning
Según Gylfaginning, cuando los dioses crearon Asgard, construyeron doce tronos (sæti) para ellos y otro adicional (hásæti) elevado para Odín. Era en estos asientos donde conversaban y tomaban decisiones.